# Homoneura loewi
Homoneura loewi är en tvåvingeart som beskrevs av Malloch 1931. Homoneura loewi ingår i släktet Homoneura och familjen lövflugor. Inga underarter finns listade i Catalogue of Life.